# 道路運送法
道路運送法（どうろうんそうほう、昭和26年6月1日法律第183号）は、旅客自動車運送であるタクシー・バスなどの事業、また有料道路などの自動車道路事業に関する日本の法律である。
法令番号は昭和26年法律第183号。目的は、道路運送事業の適正・合理的な運営、道路運送利用者の利益保護、道路運送の総合的発達にある（1条）。

## 沿革
昭和6年に、鉄道省管轄下の法律自動車交通事業法が制定された。戦後、戦時統制色の強かった同法を廃止し、昭和22年に旧道路運送法が制定された。
旧道路運送法（昭和22年法律第191号）が施行されてから約3年間が経過し、その不備欠陥を是正して、道路運送事業の適正な運営と、公正な競争を確保するとともに、道路運送の秩序を確立して、道路運送の総合的な発達をはかる目的をもって、運輸省より、第10回国会に道路運送法及び道路運送車両法案が提出され、1951年（昭和26年）6月1日に公布された。旧法からの主な変更点は以下のとおり。
- 旧法で運送契約の形式を基準とする分類をとっていたが、貨物自動車事業については、実態に適合しないため、路線と区域という、事業の地理的な運営形態による分類に変更した。また、旅客、貨物とも、自動車の大きさによる分類をも併用した。このため一般事業は、一般乗合旅客自動車運送事業、一般貸切旅客自動車運送事業、一般積合貨物自動車運送事業、一般貸切貨物自動車運送事業の4種類から、一般乗合旅客自動車運送事業、一般貸切旅客自動車運送事業、一般乗用旅客自動車運送事業、一般路線貨物自動車運送事業、一般区域貨物自動車運送事業、一般小型貨物自動車運送事業の6種類に変更となった。
- 各種の免許、許可、認可等についての基準を、法律に明らかに定めた。
- 利用者の個々に対する不当な差別的な取扱いを防止し、業者間の不当な競争を防止する見地から、自動車運送事業全般について、運賃、料金は一定額をもつて明確に定められなければならないこととするとともに、貨物自動車運送事業について、運送物品を引渡すまでに、運賃、料金を収受しなければならないこととした。
- 従来省令で規定していた従業員の服務、旅客の禁止行為、その他の事項を、自動車運送事業の公共的な運営を確保するために、新たに法律事項とし、同様の趣旨から旅客事業の運転者の資格等、新しい事項をつけ加えて規定した。
- 自動車道関係の制度について、高速度交通に対する保安のため、検査、管理等の制度を整備するほか、おおむね自動車運送事業に準じて改正した。
- 国の経営する自動車運送事業について、日本国有鉄道が公共企業体に転移した事情等を勘案して、運賃の認可、重要な事業計画の変更の認可等、民営事業との調整をはかるため必要な事項を、新たに適用することとした。
- 自動車運送取扱い事業に関する制度を新たに設けた。
- 自家用自動車の共同使用、有償運送等の制度に所要の改正を加え、自家用車の営業類似行為を取締ることとした。
- 車両の整備に関する事項を、別個に道路運送車両法として、本法から独立させた。

その後の主要な改正は以下のとおり。
- 1953年（昭和28年）8月5日の改正では、一般貸切旅客自動車運送事業、貨物自動車運送事業及び特定自動車運送事業について、幅運賃制度が導入された。
- 1960年（昭和35年）8月2日の改正では、自動車運送事業者に対し、運行管理者の選任が義務付けられた。
- 1986年（昭和61年）12月4日の改正では、国鉄民営化に伴い、国営自動車運送事業に関する規定が削除された。
- 1989年（平成元年）12月19日、物流二法（貨物運送取扱事業法、貨物自動車運送事業法）の成立に伴い、自動車運送取扱事業及び貨物自動車運送事業に関する規定を本法から独立させた。
- 1999年（平成11年）5月21日の改正では、一般貸切旅客自動車運送事業が免許制から許可制に変更された。
- 2000年（平成12年）5月26日の改正では、一般乗合旅客自動車運送事業及び一般乗用旅客自動車運送事業が許可制とされるとともに、一般貸切旅客自動車運送事業の運賃について届出制に変更された。
- 2006年（平成18年）6月2日の改正では、自家用自動車による有償旅客運送制度（自家用有償旅客運送）の創設（福祉有償運送も参照）、乗合旅客の運送に係る規制の適正化（21条乗合運行の範囲限定化、4条乗合運行の要件緩和）が行われた[3]。

## 構成
- 第一章 総則
- 第二章 旅客自動車運送事業
- 第二章の二 指定試験機関
- 第三章 貨物自動車運送事業
- 第四章 自動車道及び自動車道事業
- 第五章 自家用自動車の使用
- 第六章 雑則
- 第七章 罰則

## 道路運送事業
道路運送事業とは、旅客自動車運送事業、貨物自動車運送事業及び自動車道事業をいう（道路運送法2条1項）。旅客自動車運送事業と貨物自動車運送事業をあわせて自動車運送事業という（道路運送法2条2項）。

### 旅客自動車運送事業
「旅客自動車運送事業」とは、他人の需要に応じ、有償で、自動車を使用して旅客を運送する事業で、道路運送法3条の一般旅客自動車運送事業と特定旅客自動車運送事業をいう（道路運送法2条3項）。
- 一般旅客自動車運送事業（特定旅客自動車運送事業以外の旅客自動車運送事業）
  - 一般乗合旅客自動車運送事業（4条乗合） - 一般旅客自動車運送事業のうち乗合旅客を運送する一般旅客自動車運送事業を一般乗合旅客自動車運送事業といい（道路運送法3条1項イ）、道路運送法4条の国土交通大臣の許可を受けて運行されており「4条乗合」という[4]。「4条乗合」には路線バスのほか、高速バス、コミュニティバス、デマンド交通、乗合タクシーなどが含まれる[4]。路線定期運行の場合は路線延長や運賃料金について認可制（上限認可制）になっている[4]。また停留所の新設や変更は事後届出制である[4]。
  - 一般貸切旅客自動車運送事業（4条貸切） - 一個の契約により乗車定員11人以上の自動車を貸し切って旅客を運送する一般旅客自動車運送事業を一般貸切旅客自動車運送事業といい（道路運送法3条1項ロ）、道路運送法4条の国土交通大臣の許可を受けて運行されており「4条貸切」という[4]。
  - 一般乗用旅客自動車運送事業（4条乗用） - 一個の契約により乗車定員11人未満の自動車を貸し切って旅客を運送する一般旅客自動車運送事業を一般貸切旅客自動車運送事業といい（道路運送法3条1項ハ）、道路運送法4条の国土交通大臣の許可を受けて運行されており「4条乗用」という[4]。

なお、一般貸切旅客自動車運送事業者及び一般乗用旅客自動車運送事業者は、道路運送法21条に掲げる場合に限り、乗合旅客の運送をすることができる。道路運送法第21条に基づく乗合バスを21条貸切乗合といい、運行期間が原則1年以下のもので、イベント送迎シャトルバス、鉄道代行バス、自治体の要請による実証運行などがこれにあたる[4]。
- 特定旅客自動車運送事業 - 特定の者の需要に応じ、一定の範囲の旅客を運送する旅客自動車運送事業を特定旅客自動車運送事業という（道路運送法3条2項）

| 種類                       | 種別                       | 運行の態様                                             | 運行形態の例           |
| -------------------------- | -------------------------- | ------------------------------------------------------ | ---------------------- |
| 一般旅客自動車運送事業     |                            |                                                        |                        |
| 一般乗合旅客自動車運送事業 | 路線定期運行               | 路線バス、高速バス、コミュニティバス、乗合タクシーなど |                        |
| 一般乗合旅客自動車運送事業 | 路線不定期運行             | コミュニティバス、デマンド型交通、乗合タクシーなど     |                        |
| 一般乗合旅客自動車運送事業 | 区域運行                   | コミュニティバス、デマンド型交通、乗合タクシーなど     |                        |
| 一般貸切旅客自動車運送事業 | 一般貸切旅客自動車運送事業 | 貸切バス                                               |                        |
| 一般乗用旅客自動車運送事業 | 一般乗用旅客自動車運送事業 | タクシー                                               |                        |
| 特定旅客自動車運送事業     | 特定旅客自動車運送事業     | 特定旅客自動車運送事業                                 | 工場従業員等の送迎バス |

なお、市町村（特別区を含む。）、特定非営利活動法人その他国土交通省令で定める者が、地域住民又は観光旅客その他の当該地域を来訪する者の運送その他の国土交通省令で定める旅客の運送を行うことを自家用有償旅客運送という（道路運送法78条2項）。自家用有償旅客運送は公共交通空白地有償運送と福祉有償運送に分類され、一般旅客自動車運送事業（道路運送事業法第4条）とは区別されており登録制（道路運送法79条）である。自家用車活用事業（道路運送法78条3項）とも区別される。

### 貨物自動車運送事業
貨物自動車運送事業とは、貨物自動車運送事業法による貨物自動車運送事業をいう（道路運送法2条4項）。貨物自動車運送事業に関しては、貨物自動車運送事業法の定めるところによる（道路運送法46条）。

### 自動車道事業
自動車道事業とは、一般自動車道を専ら自動車の交通の用に供する事業をいう（道路運送法2条5項）。

## 資格
- 運行管理者